# 1990년 12월
| 1990년: 1월 · 2월 · 3월 · 4월 · 5월 · 6월 · 7월 · 8월 · 9월 · 10월 · 11월 · 12월 |

| <          | 1990년 12월  | 1990년 12월 | 1990년 12월 | 1990년 12월 | 1990년 12월 | >            |
| 일         | 월           | 화          | 수          | 목          | 금          | 토           |
|            |              |             |             |             |             | 1 10.15 경자 |
| 2 16 신축  | 3 17 임인    | 4 18 계묘   | 5 19 갑진   | 6 20 을사   | 7 21 병오   | 8 22 정미    |
| 9 23 무신  | 10 24 기유   | 11 25 경술  | 12 26 신해  | 13 27 임자  | 14 28 계축  | 15 29 갑인   |
| 16 30 을묘 | 17 11.1 병진 | 18 2 정사   | 19 3 무오   | 20 4 기미   | 21 5 경신   | 22 6 신유    |
| 23 7 임술  | 24 8 계해    | 25 9 갑자   | 26 10 을축  | 27 11 병인  | 28 12 정묘  | 29 13 무진   |
| 30 14 기사 | 31 15 경오   |             |             |             |             |              |

| 편집하기 |

## 1990년12월 1일
- 영국과 프랑스를 잇는 채널 터널이 연결되다.